# Prvomajska
Prvomajska je bila tvornica alatnih strojeva osnovana 1946. godine u Zagrebu. Nastala je iz radionice braće Jaroslava i Vladimira (Bedricha) Ševčika. Bila je najveći jugoslavenski proizvođač alatnih strojeva, zapošljavajući do 7500 radnika u 1980-ima na više lokacija. Proizvodila je alatne strojeve, hidraulične sustave, mjerne instrumente, zupčanike i mnoge druge proizvode. Do 2009. mnogi njezini pogoni su ugašeni ili pripojeni drugim poduzećima, osim Prvomajske Zagreb d.o.o. i ITAS-Prvomajske iz Ivanca, koja je do 2015. zapošljavala 240 radnika.

## Povijest tvornice
Počeci tvornice sežu u 1922. godinu, kad su braća Ševčik osnovala mehaničku radionicu u zagrebačkoj Ilici na broju 152. Tijekom godina proširivali su proizvodnju. Do kasnih 1930-ih proizvodili su vlastite alatne strojeve, uključujući tokarski stroj TES-3, koji je označio početak njihove proizvodnje alatnih strojeva, a 1941. postali su industrijsko poduzeće.
Radionica je 1945. zapošljavala 180 radnika, a 1946. je nacionalizirana i dobila naziv „Prvomajska”. Nakon spajanja s Tvornicom hidrauličnih strojeva 1949., poduzeće je nastavilo rast i decentralizaciju, uključujući mnoge nove pogone. Širila se i spajanjem s raznim tvornicama, uključujući one u Raši, Ivancu, Splitu, Golubovcu, Donjoj Stubici, Loboru, Drnišu i Ozlju. U proizvodnji se ističu tokarilice, glodalice i specijalni strojevi, a 1970-ih uvođeni su numerički upravljani strojevi (CNC), čime je revolucionizirana proizvodnja alatnih strojeva u Hrvatskoj. Također je proizvodila hidrauličke sustave, mjerne instrumente, zupčanike i druge komponente za razne industrije, isporučujući preko 80.000 strojeva tijekom svog vrhunca.
Izvoz je bio ključni segment poslovanja poduzeća. Prvomajska je izvozila 60 – 80 % svoje proizvodnje u više od 50 zemalja Europe, Bliskog istoka, Afrike i Amerike. Osnovala je tvornice Fanamher u Meksiku i Macmon AG u Dübendorfu u Njemačkoj, povećavši time globalnu prisutnost i surađujući s velikim međunarodnim partnerima.
Proizvodnja Prvomajske bila je visoko integrirana, s vlastitim ljevaonicama, projektnim odjelima, pa čak i specijaliziranom tvornicom alatnih strojeva za složene proizvodne linije. Značajno je pridonijela industrijskoj automatizaciji u regiji i pomogla pionirskom upravljanju kompjuteriziranim procesima. Tvrtka je održavala istraživačko-razvojna partnerstva s hrvatskim sveučilištima i surađivala sa stranim proizvođačima. Tehnološki razvoj bio je usmjeren na inovacije, kao što su automatizacija proizvodnje, računalno vođenje procesa i razvoj novih proizvoda. Tvornica je predstavila više od 470 novih proizvoda, uključujući specijalizirane alatne strojeve za različite industrije.
Godine 1946. suosnovala je Metalski školski centar u Zagrebu (danas Strojarska tehnička škola Fausta Vrančića i Industrijska strojarska škola), pri kojemu su obrazovani radnici za potrebe tvornice. Nešto kasnije, 1962. godine, osnovala je i Tehničku školu za odrasle, a zatim Institut za alatne strojeve u suradnji s FSB-om i VTŠ-om, koji je dio tvornice postao 1967. godine.
Prvomajska je bila ključni igrač u industrijskoj proizvodnji Jugoslavije i Hrvatske, poznata po inovacijama, tehnološkom napretku i uspješnom izvozu. Na svom vrhuncu, proizvodi Prvomajske bili su naširoko korišteni u industrijama od automobilske do zrakoplovne, a imala je i jaku izvoznu prisutnost u cijelom svijetu.
Nakon privatizacije 1990-ih, mnogi su pogoni Prvomajske ugašeni ili spojeni, a preživjela su dva subjekta usmjerena na održavanje alatnih strojeva: Prvomajska Zagreb d.o.o. i ITAS-Prvomajska iz Ivanca.

## Kadrovi
Vodeći stručnjaci i znanstvenici koji su dali najveći doprinos razvoju inovacija i tehnologije tijekom postojanja Prvomajske bili su: Božidar Liščić, Elso Kuljanić, Branimir Milčić i ostali. 
Direktori Prvomajske do 1990., kada ju je Vlada RH preimenovala, bili su:
- Rudi Novak (1948. – 1950.)
- Vjekoslav Brlek (1950. – 1952.)
- Vilim Meško (1952. – 1955.)
- Dragutin Plašč (1955. – 1962.)
- Vitomir Gašparović (1962. – 1969.)
- Ivica Smojver (1969. – 1972.)
- Antun Crneka (1973. – 1990.)